# Nisine
« E234 » redirige ici. Pour les autres significations, voir E234 (homonymie).
La nisine est un peptide antibactérien polycyclique de 34 résidus acide aminé. Elle est utilisée comme additif alimentaire (conservateur) sous le numéro E234. Elle contient des acides aminés inusuels tels que la lanthionine (Lan), la méthyl-lanthionine (Melan), la dideshydro-lanthionine (DHA) et l'acide dideshydroaminobutyrique (DHB). Ces acides aminés inhabituels sont introduits par modification post-traductionnelle du peptide précurseur. Dans ces réactions, un 57-mer synthétique issu du ribosome est converti en peptide final. Les acides aminés insaturés proviennent de la sérine et de la thréonine et l'addition, catalysée par une enzyme, des résidus cystéine sur les acides aminés dideshydro conduit aux cinq ponts thioéthers.
La nisine est produite par fermentation de substrats à base de lait ou de dextrose, à l'aide de bactéries Lactococcus lactis. Elle est utilisée dans les industries de transformation des fromages, viandes, boissons, etc. pour prolonger leur durée de vie en supprimant les détériorations Gram-positives et des bactéries pathogènes. Alors que la plupart des bactéricides n'inhibent généralement que des espèces étroitement apparentées, la nisine est un exemple rare d'un large spectre bactéricide, efficace contre de nombreuses bactéries à Gram-positif, notamment des bactéries lactiques (communément associées aux détériorations), Listeria monocytogenes (un agent pathogène connu), etc. Toutefois, lorsqu'elle est associée au ligand EDTA, la nisine est connue pour inhiber aussi les bactéries à Gram-négatif. La nisine est soluble dans l'eau et peut être efficace à des niveaux approchant la partie par milliard (ppb). Dans l'alimentation, il est courant d'utiliser la nisine à des niveaux variant de 1 à 25 ppm, selon le type de nourriture et les permissions réglementaires. En raison de son spectre d'activité naturel sélectif, elle est également employée comme agent de sélection dans les milieux microbiologiques pour isoler des bactéries à Gram-négatif, des levures ou des moisissures. La subtiline et l'épidermine sont liées à la nisine. Toutes sont membres d'une classe de molécules antibiotiques appelées lantibiotiques.
La Nisine est fortement soupçonnée de nuire à la santé intestinale, en s'attaquant aux bactéries du microbiote intestinal.